# Triaspis bangela
Triaspis bangela är en stekelart som beskrevs av Papp 1984. Triaspis bangela ingår i släktet Triaspis och familjen bracksteklar. Inga underarter finns listade i Catalogue of Life.